# パラポックスウイルス属

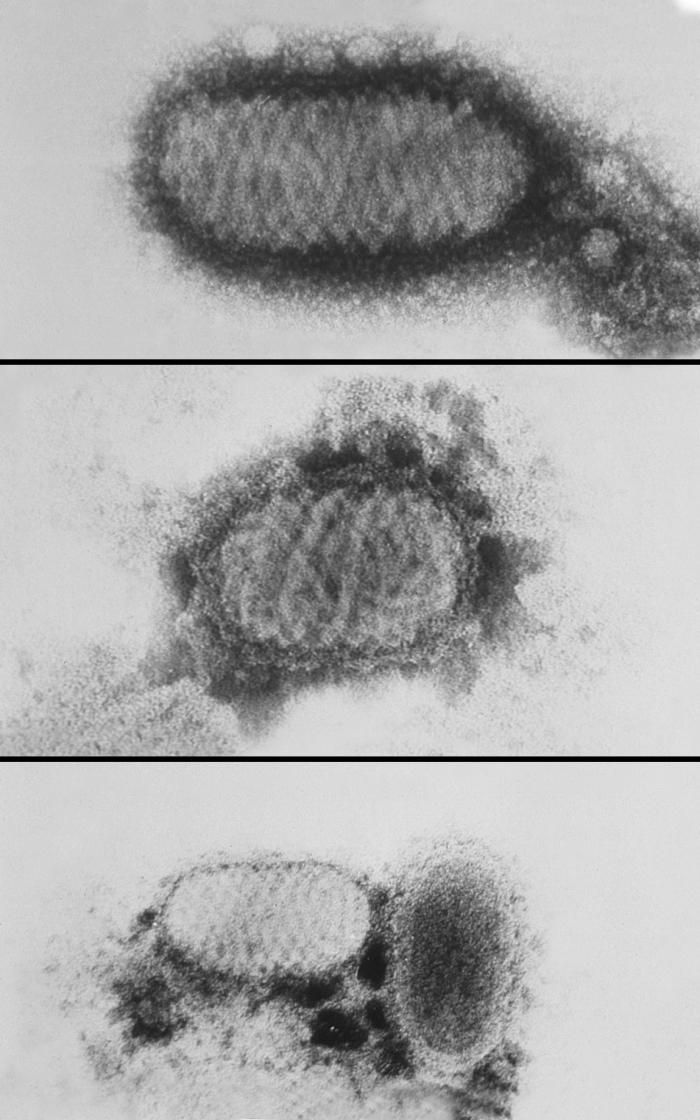
パラポックスウイルス属のオルフウイルス

パラポックスウイルス属(Genus Parapoxvirus)とはポックスウイルス科の一属。ゲノムサイズは130～150kbpであり、エーテル感受性である。パラポックスウイルス属に属するウイルスとしてオルフウイルス、牛丘疹性口炎ウイルス、偽牛痘ウイルス、アカシカパラポックスウイルス、リスパラポックスウイルスなどが存在する。